# Delta Force (eenheid)
Delta Force, een meer gangbare naam voor de 1st Special Forces Operational Detachment-Delta (officieel Combat Application Group (CAG) genoemd), is een elite-eenheid en belangrijk element van de Joint Special Operations Command (JSOC). Het is een van de belangrijkste contraterreureenheden van de strijdkrachten van de Verenigde Staten.
Het belangrijkste doel van Delta Force is het bestrijden van terrorisme en het uitvoeren van nationale missies. Deze missies kunnen sterk uiteenlopen, zoals het redden van gijzelaars en het uitvoeren van snelle verrassingsaanvallen. In dit opzicht is de organisatie te vergelijken met de Britse Special Air Service.

## Geschiedenis
De oprichting van Delta Force is een direct gevolg van verschillende terroristische aanslagen in de jaren '70 van de 20e eeuw. Omdat terrorisme een steeds grotere dreiging werd en de Verenigde Staten een doelwit vormden, ervoer de Amerikaanse regering de noodzaak om een contraterreureenheid op te richten.
Verschillende sleutelfiguren binnen het Amerikaanse leger en de overheid waren belast met het opzetten van Delta Force. Charles Beckwith, een lid van de US Army Special Forces, wisselde in de jaren '60 al informatie uit met de Britse SAS. Hij gebruikte zijn ervaringen met de SAS op het gebied van contraterrorisme voor het opzetten van een soortgelijke eenheid binnen het Amerikaanse leger.
Volgens Beckwith zou het 24 maanden duren om de eenheid in zijn geheel op te richten. Van het begin van de oprichting tot het moment dat Delta Force geheel operationeel was, werd een select groepje soldaten van de 5th Special Forces Group getraind voor antiterreur operaties.
Op 24 april 1980, kort nadat Delta Force was opgericht, werden 52 Amerikanen gegijzeld in de VS-ambassade in Iran. Delta Force werd toegewezen aan Operatie Eagle Claw om de gijzelaars te redden, desnoods met geweld. De missie faalde vanwege het te complexe plan, onvolledige training van de soldaten, mechanische problemen met de helikopters en een botsing tussen een helikopter en een vliegtuig.
Na deze mislukking reorganiseerde de Amerikaanse overheid haar contraterroristische organisaties en richtte nieuwe eenheden op zoals de Navy SEALs Team Six.

## Organisatie en structuur
De meeste informatie omtrent de Delta Force is geheim, waardoor gedetailleerde gegevens ontbreken. De eenheid maakt in elk geval deel uit van de US Army Special Operations Command (USASOC) maar staat onder bevel van de Joint Special Operations Command (JSOC). Een aantal boeken, waaronder Inside Delta Force door Command Sergeant Major Eric L. Haney (ret.), suggereren dat de Delta Force 800 tot 1000 man personeel telt. Enkele taken van de Delta Force zijn:
- D – Commando en controle (het hoofdkwartier)
- E – Communicatie, militaire inlichtingendienst en administratieve hulp (financiën, logistiek, medische afdeling, onderzoek en ontwikkeling, technologie, elektronica enz.)
- F – Operationele tak
- De medische afdeling heeft speciale artsen in Fort Bragg en andere locaties in de Verenigde Staten.
- "The Funny Platoon" is de interne inlichtingendienst van de Delta, ontstaan na lange discussies met de Intelligence Support Activity. De dienst gaat altijd voorafgaand aan een Delta Force-missie undercover in een land om informatie te verzamelen.
- Luchtmachtsquadron. Hoewel de Delta ook afhankelijk is van de 160th Special Operations Aviation Regiment en US Air Force voor transport, heeft de Delta ook een eigen luchtmachtdivisie.
- Operational Research Section
- Training

De meeste rekruten komen van de United States Army Special Forces en de 75th Ranger Regiment, maar soms ook van andere eenheden binnen het Amerikaanse leger.